# Jacob de Witt
Jacob de Witt (Dordrecht, 1589 – 1674) è stato un politico olandese.

## Biografia
Jacob de Witt era figlio di Cornelis Fransz de Witt, un influente membro della famiglia De Witt, patriziato cittadino di Dordrecht, che, nel diciassettesimo secolo, era una delle più importanti città della Provincia d'Olanda. Nel 1639 divenne borgomastro di Dordrecht e mantenne la carica fino al 1655. Fu membro degli Stati Generali e come tale protagonista di accordi diplomatici con la Svezia. Fu imprigionato da Guglielmo II d'Orange nel castello di Loevestein, ma si ritirò dalla politica solo nel 1672.
Fu il padre degli importanti statisti Cornelis de Witt e Johan de Witt.